# Perry Township (comté de Greene, Pennsylvanie)
Pour les articles homonymes, voir Perry Township.
Perry Township est un township situé au sud du comté de Greene, en Pennsylvanie, aux États-Unis,. En 2010, il comptait une population de 1 521 habitants.

## Histoire
C'est l'emplacement du point le plus à l'ouest étudié dans le cadre de la ligne Mason-Dixon en 1767. Au début du 19e siècle, Perry Township faisait partie de la "Western frontier"  et des familles d'immigrants ont creusé des fermes dans les collines boisées. À la fin du XIXe siècle, du pétrole et du gaz y ont été découverts, apportant une prospérité considérable à de nombreux habitants du township. 

## Géographie
Perry Township se trouve dans le sud du comté de Greene et est bordé au sud par l'État de Virginie-Occidentale. Mount Morris , la plus grande communauté du township, se trouve au sud-est dans la vallée de Dunkard Creek , un affluent à l'est de la rivière Monongahela. L'Interstate 79 traverse le côté est du township, avec un accès depuis la sortie 1 à Mount Morris. La I-79 mène au sud de 11 miles (18 km) à Morgantown, en Virginie-Occidentale , et au nord de 64 miles (103 km) à Pittsburgh . 
Selon le Bureau du recensement des États-Unis , le township a une superficie totale de 30,2 miles carrés (78,3 km 2 ), dont 0,01 miles carrés (0,03 km 2 ), soit 0,04%, sont de l'eau. 

## Démographie
Lors du recensement de 2010, le township comptait une population de 1 521 habitants. Elle est estimée, en 2018, à 265 habitants.

### Source de la traduction
- (en) Cet article est partiellement ou en totalité issu de l’article de Wikipédia en anglais intitulé « Perry Township, Greene County, Pennsylvania » (voir la liste des auteurs).